# George Groves (Boxer)
George Groves (* 26. März 1988 in London) ist ein ehemaliger britischer Profiboxer im Supermittelgewicht. Er wurde seit 2016 von Shane McGuigan trainiert und ist ehemaliger Weltmeister der WBA und IBO.

## Amateurkarriere
Groves begann im Alter von zehn Jahren im Dale Youth ABC mit dem Boxsport, nachdem er zuvor bereits seit rund drei Jahren Kickboxen ausgeübt hatte. Er bestritt 75 Amateurkämpfe, gewann vier nationale Nachwuchstitel und eine Bronzemedaille im Mittelgewicht bei der Kadetten-Europameisterschaft 2004 in Saratow, zudem war er Viertelfinalist der Junioren-Europameisterschaft 2005 in Tallinn und Achtelfinalist der Junioren-Weltmeisterschaft 2006 in Agadir.
Bei den Erwachsenen wurde er 2007 sowie 2008 Englischer Meister im Mittelgewicht und gewann die Silbermedaille im Mittelgewicht bei der Commonwealth-Meisterschaft 2007 in Liverpool.

### Weitere Ergebnisse
- März 2008: 1. Platz im Mittelgewicht beim Zlatko Hrbić Tournament in Zagreb[8]
- November 2007: 2. Platz im Mittelgewicht beim Golden Gong Tournament in Skopje[9]
- Juni 2006: 1. Platz im Mittelgewicht bei den European Union Junior Championships in Rom[10]
- Mai 2006: 1. Platz im Mittelgewicht beim International Junior Tournament in Mostar[11]
- Juni 2005: 1. Platz im Mittelgewicht beim Six Nations Junior Tournament in Rom[12]
- März 2005: 1. Platz im Mittelgewicht beim Pyynikki Tournament in Tampere[13]
- Juli 2004: 2. Platz im Mittelgewicht beim Junior Olympic International Tournament in Brownsville (Texas)[14]

## Profikarriere
2008 wurde Groves Profi, gewann acht Aufbaukämpfe und sicherte sich bereits am 3. April 2010 die Commonwealth-Meisterschaft im Supermittelgewicht durch einen t.K.o.-Sieg gegen Charles Adamu (17-4). Im November 2010 verteidigte er den Titel vorzeitig gegen Kenny Anderson (12-0). Am 21. Mai 2011 gewann er zusätzlich den britischen Meistertitel im Supermittelgewicht, nachdem er James DeGale (10-0) nach Punkten besiegt hatte. Beide Titel konnte er im November desselben Jahres durch t.K.o. in der zweiten Runde gegen Paul Smith (31-2) verteidigen. Weitere Siege u. a. gegen Ex-Weltmeister Glen Johnson und WM-Herausforderer Noe Alcoba (30-2) folgten, wobei er auch den Interkontinentalen Meistertitel der WBA gewann.
Am 23. November 2013 boxte Groves in Manchester gegen Carl Froch (31-2) um die Weltmeistertitel der WBA und der IBF im Supermittelgewicht. Bereits in der ersten Runde konnte er den Titelverteidiger mit einer Schlagkombination zu Boden schicken, wobei dieser bis acht angezählt wurde. Im weiteren, schlagstarken Kampfverlauf, konnten beide Boxer abwechselnd mit guten Treffern punkten, ehe Groves in der neunten Runde vom Ringrichter während einer Schlagserie von Froch aus dem Kampf genommen wurde. Wegen des kontroversen Urteils wurde ein Rückkampf angesetzt, der am 31. Mai 2014 in London stattfand. Diesen verlor Groves durch K. o. in der achten Runde.
Am 20. September 2014 gewann er einstimmig nach Punkten gegen Christopher Rebrasse (22-2) und wurde dadurch Europameister (EBU) im Supermittelgewicht. Im November besiegte er zudem den Amerikaner Denis Douglin (17-3) in der siebenten Runde.
Im September 2015 unterlag Groves beim Kampf um den WBC-Titel knapp gegen Badou Jack (19-1). Nach einem Sieg gegen Andrea Di Luisa (18-3) im Jänner 2016, gewann er im April desselben Jahres auch gegen David Brophy (16-0) und wurde damit Internationaler WBA-Meister. Im Juni 2016 konnte er Martin Murray (33-3) einstimmig nach Punkten besiegen. Im November 2016 verteidigte er seinen WBA-International-Titel einstimmig gegen Eduard Gutknecht (30-4). Am 27. Mai 2017 besiegte er Fjodor Tschudinow (14-1) beim Kampf um den WBA-Weltmeistertitel durch technischen K. o. in der sechsten Runde.
George Groves startete beim Turnier World Boxing Super Series und gewann seinen ersten Kampf am 14. Oktober 2017 gegen seinen ungeschlagenen Landsmann Jamie Cox (24-0) durch Knockout in der vierten Runde. Im Halbfinale des Wettbewerbs traf er am 17. Februar 2018 auf Chris Eubank junior (26-1) und besiegte diesen einstimmig nach Punkten. Er gewann damit den IBO-Weltmeistertitel seines Kontrahenten und qualifizierte sich für das WBSS-Finale. Dort verlor er jedoch am 28. September 2018 durch Knockout in der siebenten Runde gegen Callum Smith (24-0).
Im Januar 2019 gab Groves seinen Rücktritt bekannt.